# جواز سفر الاتحاد الإفريقي

شعار الاتحاد الافريقي.

جواز السفر للاتحاد الأفريقي هو وثيقة جواز سفر مشتركة وتم إصداره ليحل محل جوازات السفر الوطنية في الدول الأعضاء للاتحاد الافريقي وتعفي من تأشيرة الدخول للاتحاد الأفريقي لجميع الدول 54 في أفريقيا
 وقد تم تسليم أول جواز سفر إفريقي رمزيا للرئيس التشادي ادريس ديبي اتنو الرئيس الحالي للاتحاد الإفريقي.
وسيستفيد من جواز السفر الإلكتروني هذا في مرحلة أولى رؤساء الدول والحكومات ووزراء الشؤون الخارجية والممثلون الدائمون للدول الأعضاء في الاتحاد الإفريقي المقيمين بمقر المنظمة باديس ابابا في إثيوبيا.
و يندرج هذا المشروع الهام في إطار أجندة 2063 للاتحاد الإفريقي والتي ترمي أساسا إلى تسهيل التنقل الحر للأشخاص والبضائع والخدمات عبر القارة، كما ترمي إلى ترقية التجارة ما بين الدول الإفريقية والاندماج والتنمية الاجتماعية والاقتصادية.
وحسب الاتحاد الإفريقي فان جواز السفر المشترك سيكون بذلك محركا لإلغاء النهائي للتأشيرة قبل آفاق 2020 معتبرا أن تسليم جواز السفر الإلكتروني من شانه أن يفتح المجال أمام الدول الإفريقية للمصادقة على البروتوكولات والقوانين الضرورية بهدف تعجيل تسليم جواز السفر هذا.
تصغير
. وقد تم إطلاق الجواز في 17 يوليو 2016 في الدورة العادية السابعة والعشرين للاتحاد الأفريقي التي عقدت في كيغالي في رواندا من قبل رئيس رواندا بول كاغامه والرئيس التشادي إدريس ديبي إتنو.